# Вьян (Тарн)
Вья́н (фр. Viane, окс. Viana) — коммуна во Франции, находится в регионе Юг — Пиренеи. Департамент — Тарн. Входит в состав кантона От-Тер-д’Ок. Округ коммуны — Кастр.
Код INSEE коммуны — 81314.

## География

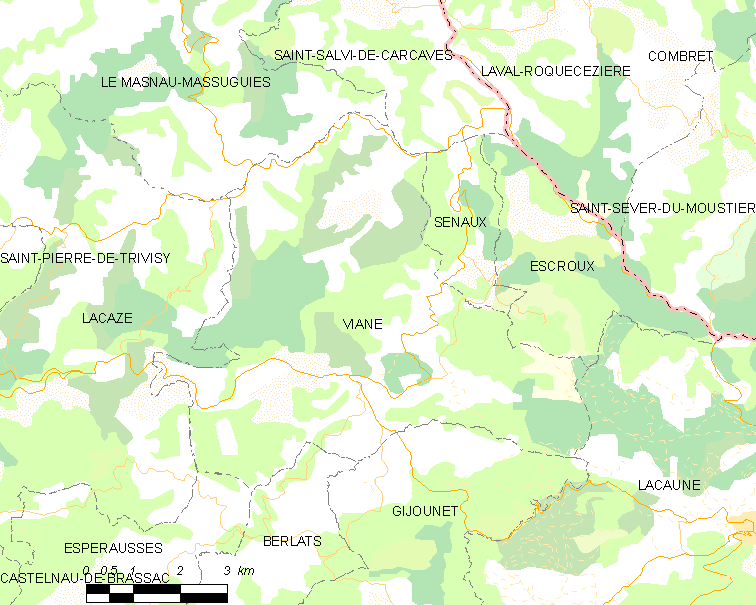
Карта коммуны

Коммуна расположена приблизительно в 570 км к югу от Парижа, в 95 км восточнее Тулузы, в 45 км к юго-востоку от Альби.
По территории коммуны протекает река Жижу.

## Климат
Климат умеренно-океанический. Зима мягкая и дождливая, лето жаркое с частыми грозами. Ветры довольно редки.

## Население
Население коммуны на 2010 год составляло 620 человек.
| 1962 | 1968 | 1975 | 1982 | 1990 | 1999 | 2010 |
| ---- | ---- | ---- | ---- | ---- | ---- | ---- |
| 1124 | 1046 | 885  | 817  | 624  | 580  | 620  |

## Администрация
| Период | Период | Фамилия        | Партия       | Примечания                           |
| ------ | ------ | -------------- | ------------ | ------------------------------------ |
| 1989   | 2008   | Жан-Поль Мьяль | Разные левые | член генерального совета (1988—2001) |
| 2008   | 2014   | Пьер Азаи      |              |                                      |
| 2014   | 2020   | Франсин Блави  |              |                                      |

## Экономика
В 2007 году среди 351 человека в трудоспособном возрасте (15—64 лет) 248 были экономически активными, 103 — неактивными (показатель активности — 70,7 %, в 1999 году было 69,8 %). Из 248 активных работали 223 человека (124 мужчины и 99 женщин), безработных было 25 (7 мужчин и 18 женщин). Среди 103 неактивных 32 человека были учениками или студентами, 44 — пенсионерами, 27 были неактивными по другим причинам.

## Достопримечательности
- Фонтан Рекуль (XVI век). Исторический памятник с 1927 года.[4]

## Фотогалерея

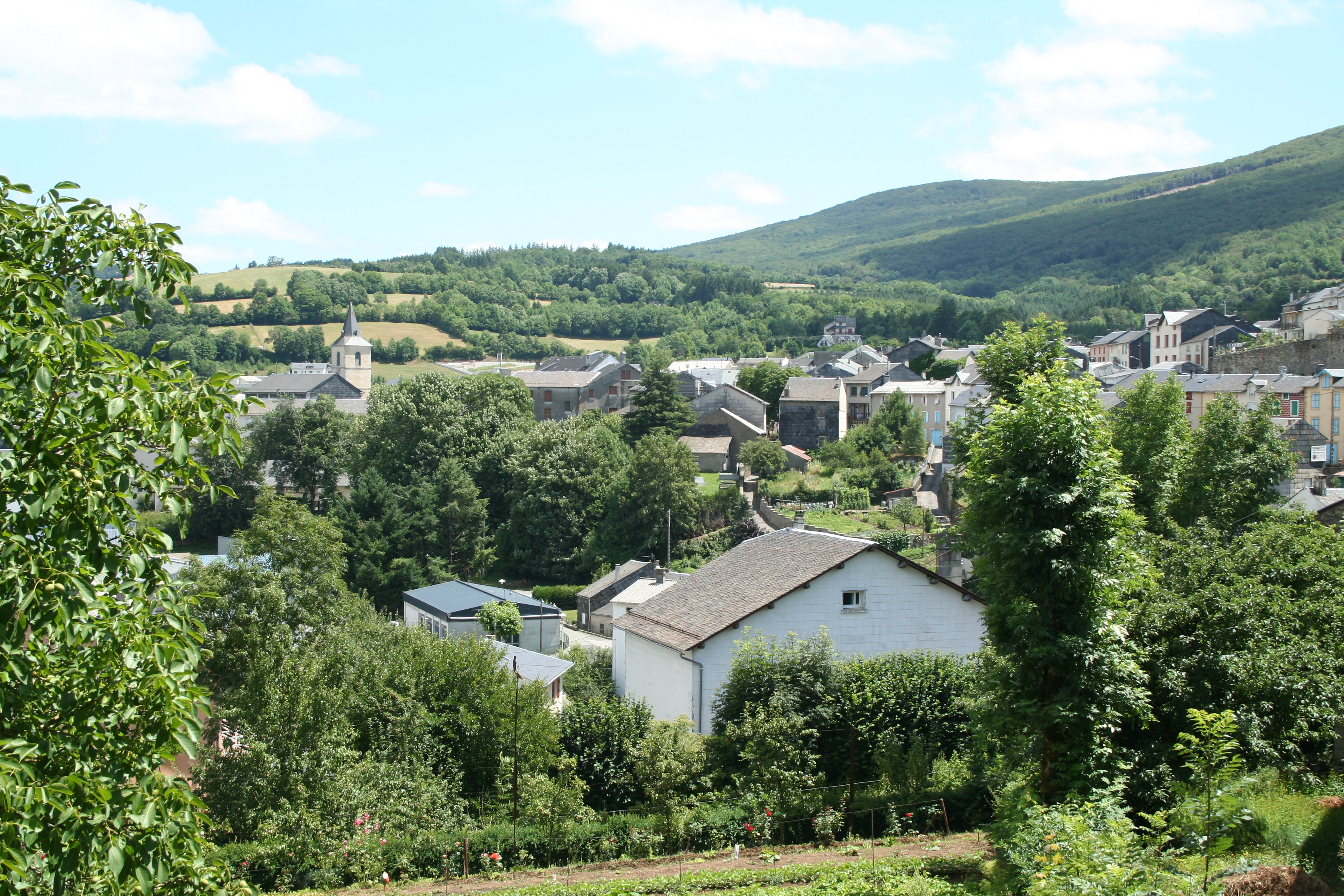
Вьян
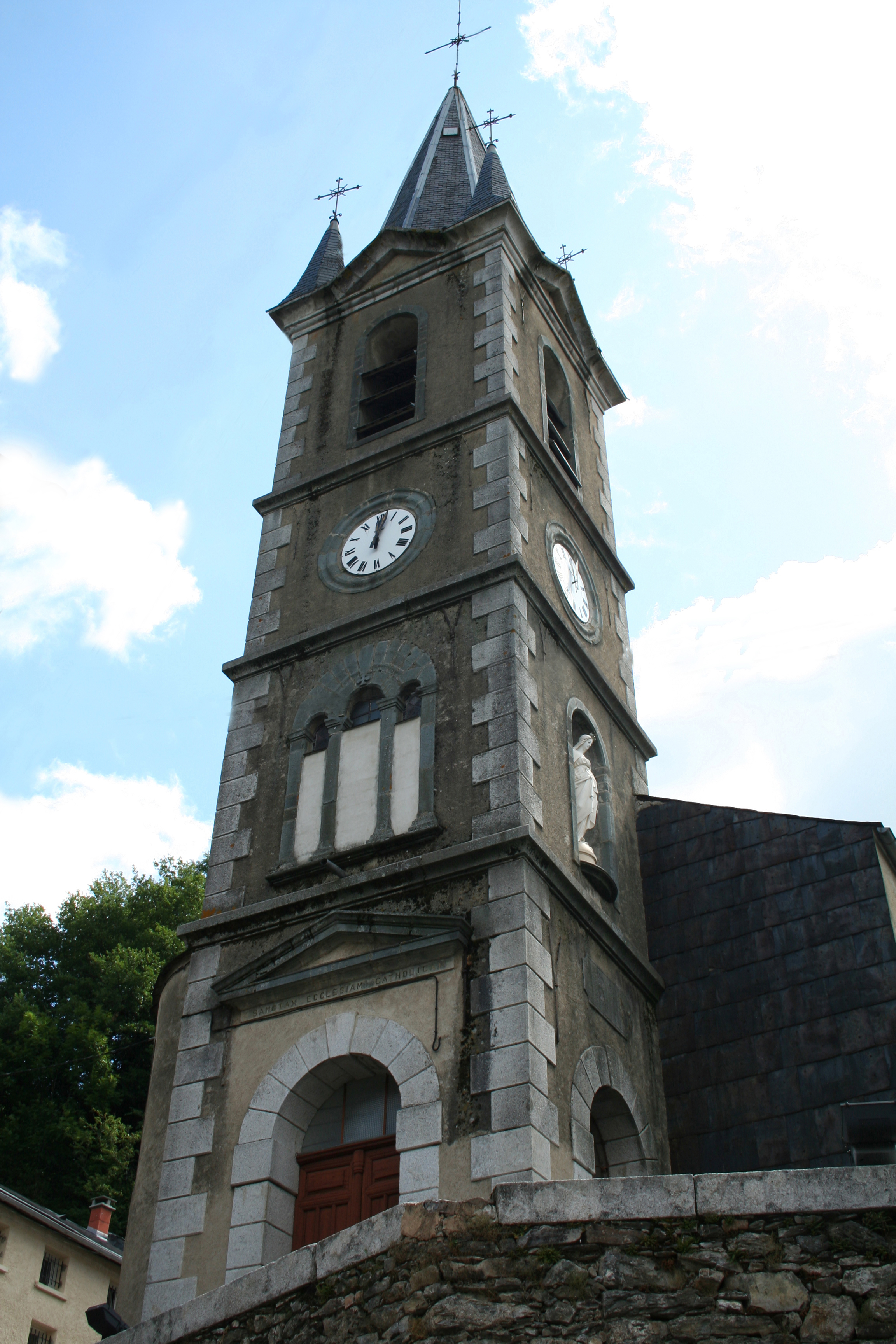
Церковь Нотр-Дам
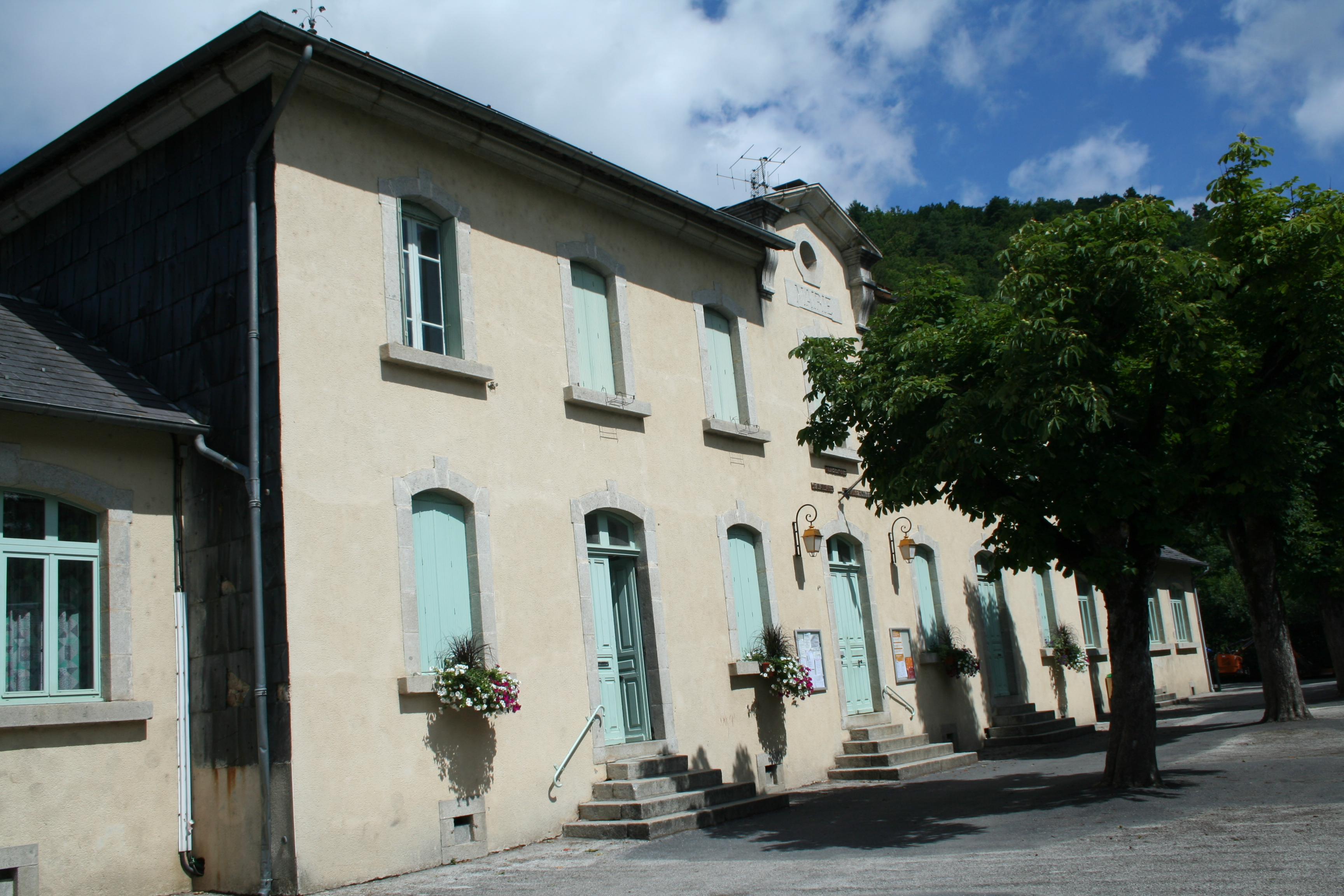
Мэрия
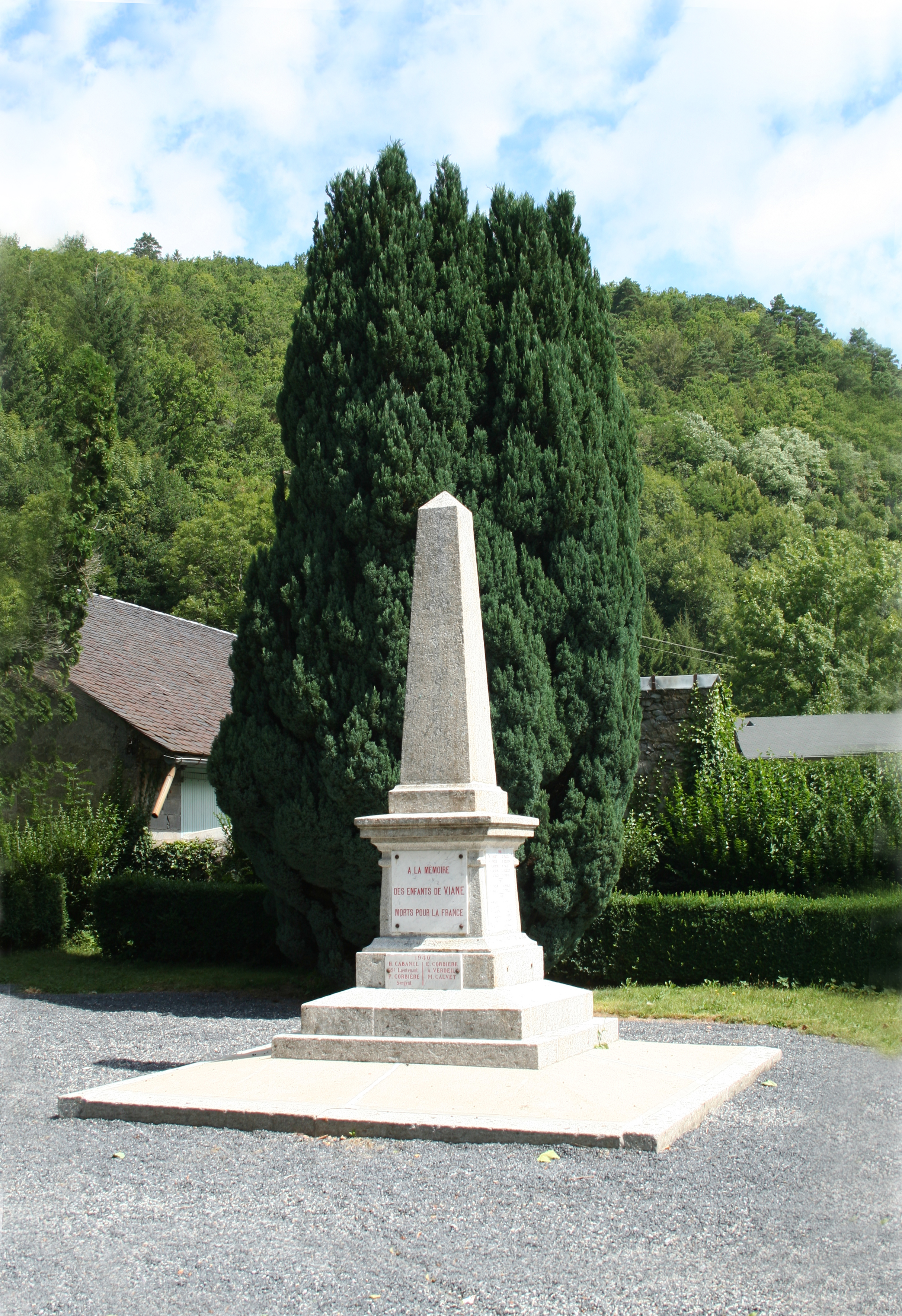
Военный мемориал
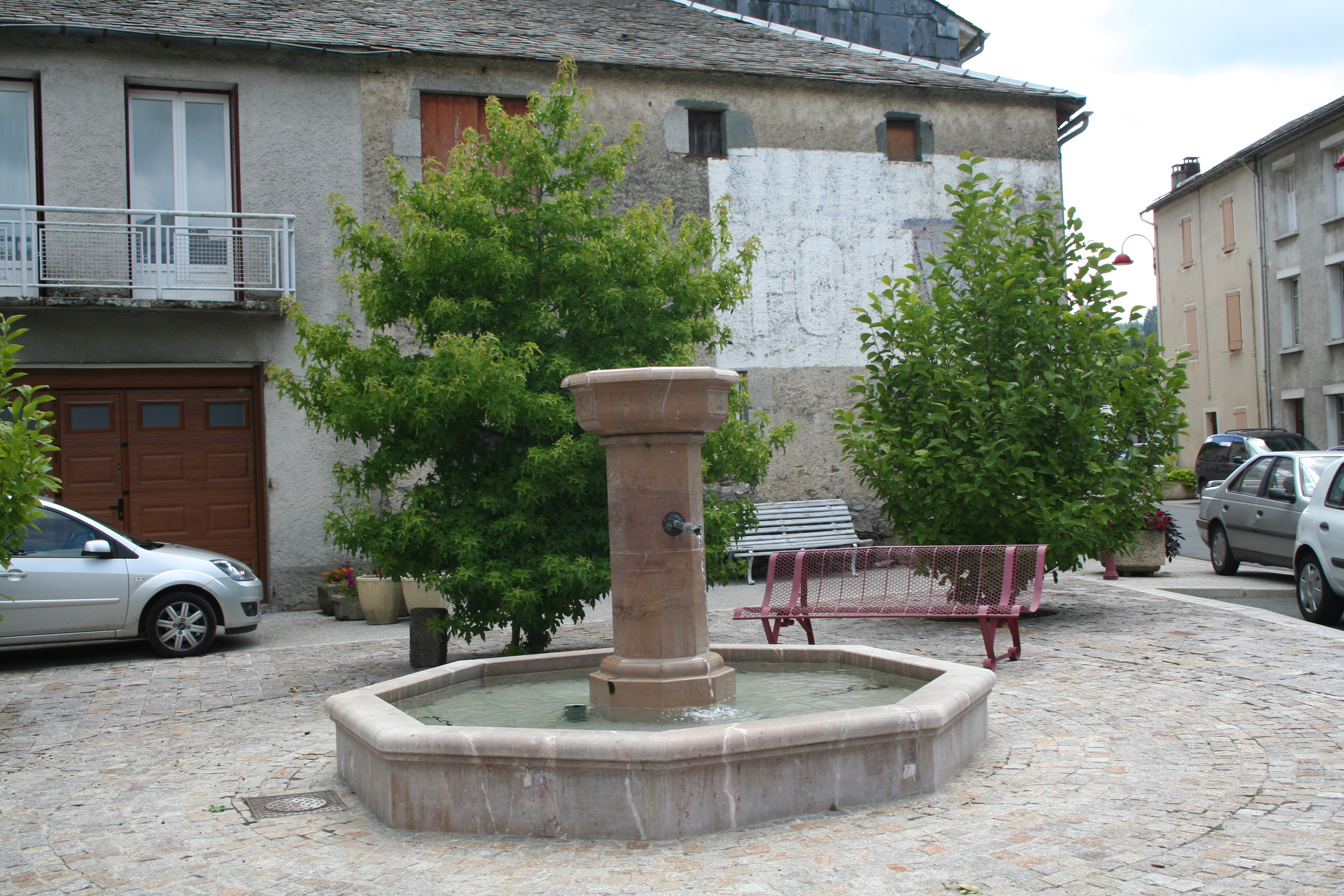
Фонтан
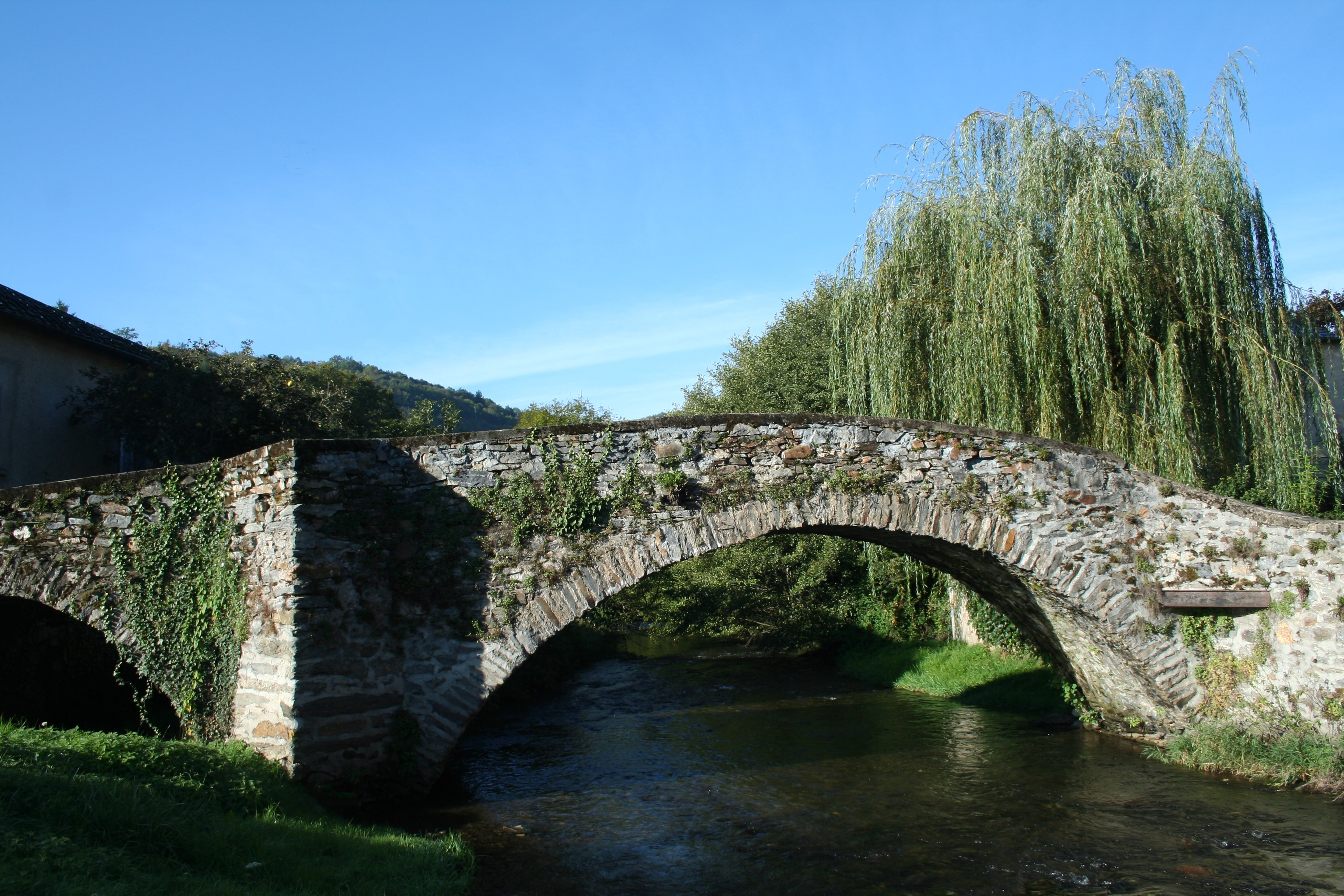
Мост через реку Жижу